# Kaj Eskelinen
Kaj Matti Juhani Eskelinen, född 21 februari 1969 i Nylöse församling, är en svensk före detta fotbollsspelare, mest känd som skyttekung i Allsvenskan 1990.

## Karriär
Kaj Eskelinen började sin karriär i moderklubben Västra Frölunda där han som 17-åring var med och vann Gothia Cup 1986. Han spelade i klubben fram till 1989 då han slog igenom när klubben spelade i Allsvenskan och blev värvad till IFK Göteborg. I IFK Göteborg spelade han fram till 1992. Under sin första säsong i IFK Göteborg vann Eskelinen skytteligan efter att ha gjort 10 mål. Efter flera år i Allsvenskan bar det 1993 iväg till grannlandet Norge till SK Brann men redan året därefter var han tillbaka i Sverige och denna gång till huvudstaden.
1994 fortsatte Eskelinen sin karriär i Djurgårdens IF där han spelade fyra säsonger. 1995 var hans bästa säsong följt av året därpå. Minnesvärt är hans 2–0 mål mot Hammarby IF på Stockholms stadion i allsvenskan 1995. Efter en mycket tung period för Djurgården som inte klarade av att ta steget upp i allsvenskan valde Eskelinen att gå vidare. Kaj Eskelinen hade några attraktiva erbjudanden i bland annat England, Italien och Tyskland men inget konkret som det Hammarby IF erbjöd honom. Eskelinen slutade i Djurgården 1997 efter fyra år och gick därefter över till rivalen Hammarby.
1998 spelade Eskelinen i Hammarby där han samma år blev matchhjälte då han avgjorde derbyt mot AIK inför drygt 30 000 åskådare på Råsunda. Eskelinen spelade i Hammarby fram till år 2000 och hade funderingar på att lägga fotbollen på hyllan. Han fortsatte dock under 2001-2002 med att spela i FC Café Opera och avslutade sedan sin fotbollskarriär. Trots skytteligatiteln 1990 fick Eskelinen aldrig göra någon landskamp.
Eskelinen blev senare tränare för Märsta IK, då i Division 3 Norra Svealand.

## Statistik
| Klubb              | Säsong         | Liga             | Liga    | Liga | Liga | Cupspel | Cupspel | Europaspel | Europaspel | Totalt  | Totalt |
| Klubb              | Säsong         | Division         | Matcher | Mål  | Ass  | Matcher | Mål     | Matcher    | Mål        | Matcher | Mål    |
| ------------------ | -------------- | ---------------- | ------- | ---- | ---- | ------- | ------- | ---------- | ---------- | ------- | ------ |
| Västra Frölunda IF | 1987           | Allsvenskan      | 15      | 5    | ?    | ?       | ?       | —          | —          | 15      | 5      |
| Västra Frölunda IF | 1988           | Allsvenskan      | 9       | 2    | ?    | ?       | ?       | —          | —          | 9       | 2      |
| Västra Frölunda IF | 1989           | Allsvenskan      | 22      | 7    | ?    | ?       | ?       | —          | —          | 22      | 7      |
| Västra Frölunda IF | Totalt         | Totalt           | 46      | 14   | 0    | 0       | 0       | —          | —          | 46      | 14     |
| IFK Göteborg       | 1990           | Allsvenskan      | 26      | 12   | ?    | 3       | 0       |            |            | 29      | 12     |
| IFK Göteborg       | 1991           | Allsvenskan      | 21      | 2    | ?    | 6       | 6       | 5          | 1          | 32      | 9      |
| IFK Göteborg       | 1992           | Allsvenskan      | 18      | 2    | ?    | 0       | 0       | 3          | 2          | 21      | 4      |
| IFK Göteborg       | Totalt         | Totalt           | 65      | 16   | 0    | 9       | 6       | 8          | 3          | 82      | 25     |
| SK Brann           | 1993           | Tippeligaen      | 16      | 6    | ?    | 0       | 0       | —          | —          | 16      | 6      |
| SK Brann           | Totalt         | Totalt           | 16      | 6    | 0    | 0       | 0       | —          | —          | 16      | 6      |
| Djurgårdens IF     | 1994           | Division 1 Norra | 20      | 9    | ?    | ?       | 3       | —          | —          | 20      | 12     |
| Djurgårdens IF     | 1995           | Allsvenskan      | 24      | 8    | 2    | ?       | 2       | —          | —          | 24      | 10     |
| Djurgårdens IF     | 1996           | Allsvenskan      | 24      | 4    | 3    | ?       | 6       | 4          | 5          | 28      | 15     |
| Djurgårdens IF     | 1997           | Division 1 Norra | 25*     | 13   | ?    | ?       | 2       | —          | —          | 25      | 15     |
| Djurgårdens IF     | Totalt         | Totalt           | 93      | 34   | 5    | 0       | 13      | 4          | 5          | 97      | 52     |
| Hammarby IF        | 1998           | Allsvenskan      | 24      | 4    | ?    | ?       | 2       | —          | —          | 24      | 6      |
| Hammarby IF        | 1999           | Allsvenskan      | 24      | 3    | ?    | ?       | 0       | 3          | 0          | 24      | 3      |
| Hammarby IF        | 2000           | Allsvenskan      | 21      | 12   | ?    | ?       | 0       | —          | —          | 21      | 12     |
| Hammarby IF        | Totalt         | Totalt           | 69      | 19   | 0    | 0       | 2       | 3          | 0          | 69      | 21     |
| FC Café Opera      | 2001           | Superettan       | 27      | 10   | ?    | ?       | ?       | —          | —          | 27      | 10     |
| FC Café Opera      | 2002           | Superettan       | 28      | 9    | ?    | ?       | ?       | —          | —          | 28      | 9      |
| FC Café Opera      | Totalt         | Totalt           | 55      | 19   | 0    | 0       | 0       | —          | —          | 55      | 19     |
| Hela karriären     | Hela karriären | Hela karriären   | 340     | 108  | 5    | 9       | 21      | 15         | 8          | 364     | 137    |

- = Inkluderar två kvalmatcher.

## Privatliv
Kaj Eskelinen är far till fotbollsspelaren William Eskelinen.

### Webbsidor
- Lista på landskamper, svenskfotboll.se, läst 2013 01 29
- "Kaj Eskelinen till Hammarby" (1997-11-20)
- "Tyvärr, Hammarby – Eskelinen säger adjö" (2000-11-10)
- Statistik hos SvenskFotboll.se
- Statistik hos Hammarby[död länk]
- Kaj Eskelinen på elitefootball